# Гаккенгайм
Гаккенгайм (нім. Hackenheim) — громада в Німеччині, розташована в землі Рейнланд-Пфальц. Входить до складу району Бад-Кройцнах. Складова частина об'єднання громад Бад-Кройцнах.
Площа — 4,31 км2. Населення становить 2062 ос. (станом на 31 грудня 2020).